# Vulkaanveld

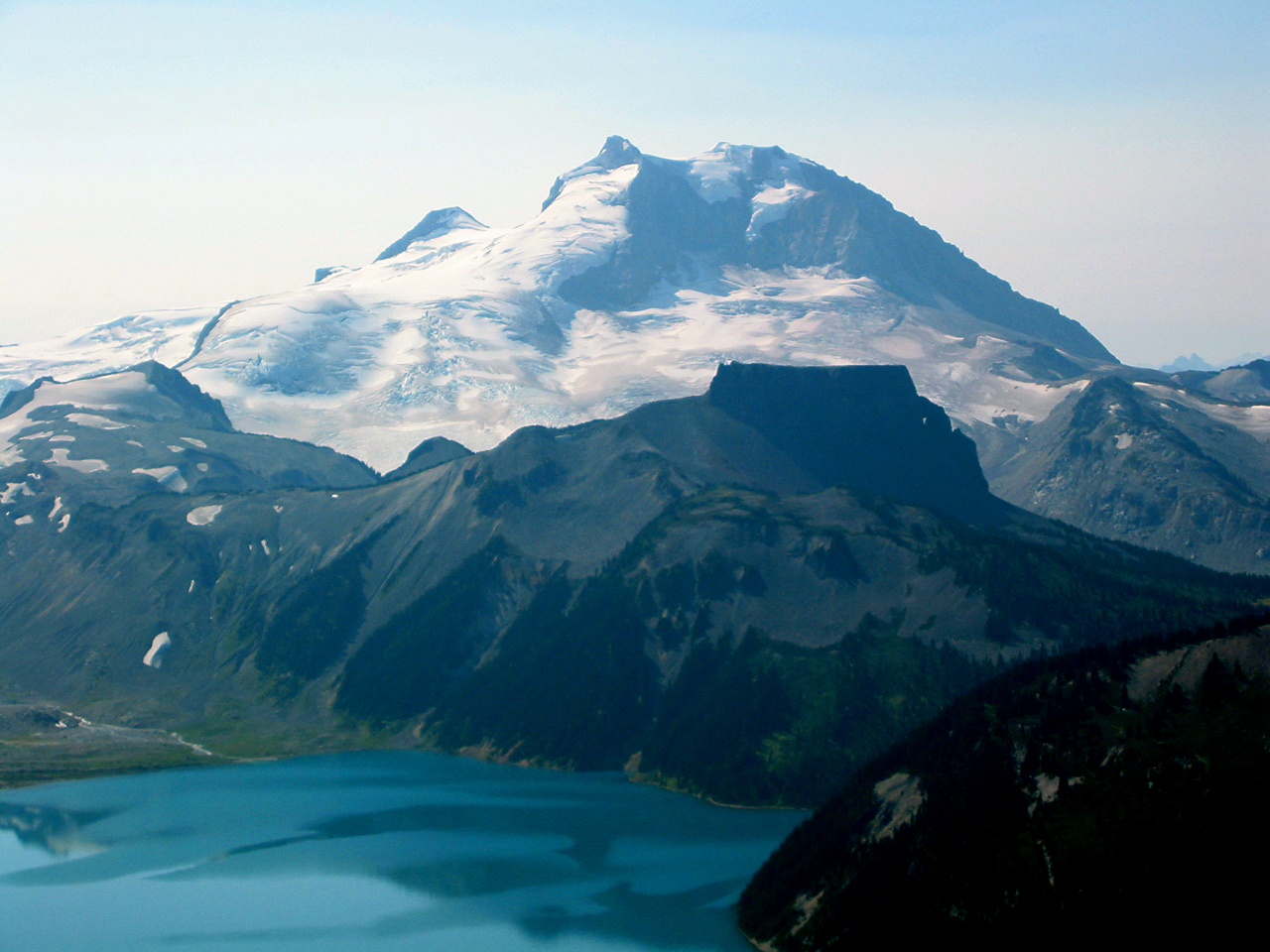
De noordzijde van de Mount Garibaldi, die boven het Garibaldimeer uitstijgt in het Garibaldi Lake Volcanic Field

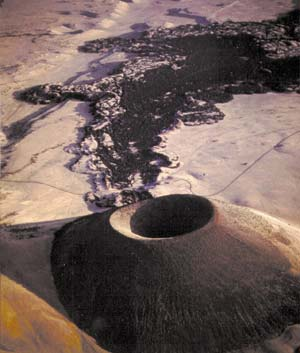
De SP-krater in het San Francisco-vulkaanveld in Arizona, met een duidelijke basaltlavavloed van 6 kilometer lang

Een vulkaanveld is een plek op aarde die veel vulkanische activiteit bevat. Ze bestaan meestal uit 10 tot 100 vulkanen. Lavastromen komen ook geregeld voor in een vulkaanveld. Een vulkaanveld bestaande uit monogenetische vulkanen wordt monogenetisch vulkaanveld genoemd. Twee bekende vulkaanvelden in Europa zijn de Vulkaan-Eifel in Duitsland en de Chaîne des Puys in Frankrijk.